# Neoarius midgleyi
Neoarius midgleyi är en fiskart som först beskrevs av Kailola och Pierce, 1988.  Neoarius midgleyi ingår i släktet Neoarius och familjen Ariidae. Inga underarter finns listade i Catalogue of Life.